# John Kennedy Toole
John Kennedy Toole (ur. 17 grudnia 1937, zm. 26 marca 1969) – amerykański pisarz z Nowego Orleanu, autor powieści Sprzysiężenie osłów (tytuł angielski A Confederacy of Dunces, wcześniejsze wydanie polskie z 2001 roku zatytułowane było Sprzysiężenie głupców) (1980).
Był nauczycielem uniwersyteckim. Popełnił samobójstwo (wdychanie spalin), a jego powieść wydano pośmiertnie (w 1981 została ona uhonorowana Nagrodą Pulitzera). Za jego życia wydawnictwo Simon and Schuster odrzuciło rękopis.
Sprzedano 1,5 miliona egzemplarzy tej książki w 18 językach.